# HMS Parthian (N75)
HMS Parthian (N75) là một tàu ngầm của Hải quân Hoàng gia Anh, là chiếc dẫn đầu của  lớp Parthian, được chế tạo vào cuối thập niên 1920. Nó là chiếc tàu chiến thứ tư của Hải quân Anh được đặt cái tên này, theo tên tiếng Parthia hay người Parthia. Nhập biên chế năm 1931, nó được phái sang phục vụ tại Viễn Đông cho đến khi Chiến tranh Thế giới thứ hai bùng nổ, và được điều về tăng cường cho lực lượng tại Địa Trung Hải khi Ý tuyên chiến với Pháp. Parthian bị mất tích trong một chuyến tuần tra trong biển Adriatic, có thể đã bị đắm do trúng thủy lôi trong khoảng từ ngày 28 tháng 7 đến ngày 11 tháng 8, 1943. 

## Thiết kế và chế tạo

### Thiết kế
Lớp Parthian được chế tạo với một thiết kế cải tiến hơn so với  lớp Odin; có mũi tàu dốc nghiêng và tăng cường tấm chắn cho khẩu hải pháo trên boong. Lớp này vẫn tồn tại một khiếm khuyết có từ lớp Odin, nơi các thùng nhiên liệu hình yên ngựa được ghép vào vỏ tàu bằng đinh tán dễ bị rò rỉ, khiến dầu diesel nổi lên và làm lộ vị trí của tàu ngầm.
Những chiếc lớp Parthian có chiều dài chung 289 ft (88 m), mạn tàu rộng 28 ft (8,5 m) và mớn nước sâu 13 ft 8 in (4,17 m). Nó có trọng lượng choán nước 1.475 tấn Anh (1.499 t) khi nổi và 2.040 tấn Anh (2.073 t) khi lặn. Con tàu được vận hành bằng hai động cơ diesel Admiralty 8-xy lanh công suất 4.640 bhp (3.460 kW) cùng hai động cơ điện công suất 1.635 shp (1.219 kW),  mỗi chiếc dẫn động một trục chân vịt. Nó đạt được tốc độ tối đa 17,5 kn (32,4 km/h) trên mặt nước và 9 kn (17 km/h) khi di chuyển ngầm.
Lớp Parthian có thủy thủ đoàn đầy đủ 53 người. Con tàu trang bị một hải pháo QF 4-inch/40 Mk IV, hai súng máy Lewis, cùng tám ống phóng ngư lôi 533 milimét (21,0 in), gồm sáu ống trước mũi và hai ống phía đuôi, và mang theo tổng cộng 24 ngư lôi. Parthian là lớp tàu ngầm Anh đầu tiên được trang bị ngư lôi 21 in (530 mm) Mark VIII.

### Chế tạo
Parthian được đặt hàng vào ngày 2 tháng 1, 1928, và được đặt lườn tại Xưởng tàu Chatham tại Chatham, Kent vào ngày 30 tháng 6, 1928. Nó được hạ thủy vào ngày 22 tháng 6, 1929 và nhập biên chế cùng Hải quân Hoàng gia Anh vào ngày 13 tháng 1, 1931.

## Lịch sử hoạt động

### 1931 - 1939
Sau khi nhập biên chế, Parthian được phái sang Viễn Đông và đã phục vụ tại Trạm Trung Hoa từ năm 1931 đến năm 1940, hoạt động từ các căn cứ Hong Kong và Singapore.

### 1940
Sau khi Chiến tranh Thế giới thứ hai bùng nổ, nó được phái sang tăng cường cho lực lượng tại Địa Trung Hải, và đã khởi hành từ Hong Kong vào ngày 2 tháng 4, 1940; lần lượt đi ngang qua Singapore; Colombo, Ceylon; Aden và kênh đào Suez trước khi đi đến Alexandria, Ai Cập vào ngày 3 tháng 5. Chiếc tàu ngầm bắt đầu hoạt động tuần tra trong Địa Trung Hải từ các căn cứ Alexandria, Malta và Gibraltar.
Vào ngày 17 tháng 6, Parthian tấn công bất thành tàu khu trục Ý Euro ngoài khơi Tobruk, Libya. Đến ngày 19 tháng 6, nó lại tấn công chiếc tàu tuần dương bọc thép Ý San Giorgio đang neo đậu trong cảng Tobruk, nhưng cả hai quả ngư lôi đều bị trượt. Tàu khu trục Ý Turbine đã truy lùng chiếc tàu ngầm với 23 quả mìn sâu được thả xuống, nhưng không phát hiện ra đối thủ. Sang ngày hôm sau, ở vị trí khoảng 35 nmi (65 km) về phía Tây Bắc Tobruk, nó tấn công và đánh chìm chiếc tàu ngầm Ý Diamante tại tọa độ 32°42′B 23°49′Đ / 32,7°B 23,817°Đ.
Trong một chuyến tuần tra vào ngày 20 tháng 7, Parthian đã cho đổ bộ một đặc vụ lên đảo Crete. Vào ngày 31 tháng 8, trong biển Ionian, nó tấn công các tàu tuần dương Ý Giuseppe Garibaldi và Luigi di Savoia Duca Delgi Abruzzi ở vị trí khoảng 105 nmi (194 km) về phía Đông Nam mũi Spartivento, Calabria, nhưng các quả ngư lôi đã không trúng đích. Đến ngày 12 tháng 10, nó bị tấn công bởi hai quả ngư lôi ở vị trí khoảng 30 nmi (56 km) về phía Bắc Ras-al Helal, Libya, nhưng đã né tránh được; nhiều khả năng số ngư lôi này được phóng từ tàu ngầm Ý Foca. Đến ngày 21 tháng 10, nó tiếp tục đụng độ với tàu ngầm Ý Zoea ở vị trí ngoài khơi mũi Colonne, khi chiếc tàu ngầm đối phương vừa hoàn tất một nhiệm vụ rải thủy lôi, nhưng cả hai đã không ở vị trí thuận tiện để tấn công lẫn nhau.

### 1941
Từ ngày 16 tháng 12, 1940, Parthian tham gia hộ tống cho đoàn tàu MW 5B vận chuyển tiếp liệu từ Alexandria sang Malta đang bị đối phương bao vây, đi đến Malta vào ngày 20 tháng 12. Nó tiếp tục tuần tra ngoài khơi Calabria, nơi vào ngày 9 tháng 1, 1941, nó đã phóng ngư lôi đánh chìm chiếc tàu buôn Ý Carlo Martinolich 4.208 GRT ở vị trí khoảng 10 nmi (19 km) về phía Đông mũi Punta Stilo, Calabria, tại tọa độ 38°28′B 16°44′Đ / 38,467°B 16,733°Đ. Trong các ngày 18 và 19 tháng 2, chiếc tàu ngầm tiến hành trinh sát qua kính tiềm vọng đảo Kastellorizo thuộc nhóm đảo Dodecanese, Hy Lạp, nhằm chuẩn bị cho Chiến dịch Abstention. Tuy nhiên cuộc đổ bộ nhằm chiếm Kastellorizo diễn ra từ ngày 25 đến ngày 28 tháng 2 đã bị thất bại.
Trong chuyến tuần tra tiếp theo ngoài khơi Calabria, vào ngày 16 tháng 3, Parthian phóng ngư lôi tấn công và gây hư hại cho chiếc tàu buôn Ý Giovanni Bocaccio 3.141 GRT ở vị trí khoảng 55 nmi (102 km) về phía Đông Malta, tại tọa độ 35°57′B 15°40′Đ / 35,95°B 15,667°Đ. Sau đó trong chuyến tuần tra tại biển Aegean, vào ngày 3 tháng 6, nó lại gây hư hại cho chiếc tàu chở dầu Ý Strombo 5.232 GRT ở vị trí về phía Đông đảo Lemnos, tại tọa độ 39°57′B 25°38′Đ / 39,95°B 25,633°Đ. Đến ngày 8 tháng 6, nó đánh chìm hai thuyền buồm và một tàu nhỏ tại Mitylene, Lesbos, Hy Lạp, đồng thời phóng hai quả ngư lôi tấn công cảng này.
Tham gia hoạt động trong Chiến dịch Syria-Liban nhằm chiếm đóng Liban và Syria, Parthian xuất phát từ Alexandria vào ngày 21 tháng 6, rồi bắt đầu tuần tra ngoài khơi Beirut từ ngày 23 tháng 6, và đến ngày 25 tháng 6 đã phóng ngư lôi đánh chìm tàu ngầm Vichy Pháp Souffleur ở vị trí về phía Tây Nam Beirut, tại tọa độ 33°49′B 35°26′Đ / 33,817°B 35,433°Đ. Đến đầu tháng 8, chiếc tàu ngầm quay trở về Portsmouth, Anh ngang qua Gibraltar, và đến đầu tháng 9 đã lên đường đi sang Hoa Kỳ, nơi được đại tu tại Xưởng hải quân Portsmouth từ tháng 9, 1941 đến tháng 2, 1942.

### 1942
Sau các đợt sửa chữa, chạy thử máy rồi lại phải tiếp tục sửa chữa những trục trặc mới phát hiện, Parthian cuối cùng về đến Gibraltar vào ngày 20 tháng 6, 1942 để tiếp tục hoạt động tại khu vực Địa Trung Hải. Nó thực hiện một chuyến đi tiếp liệu từ Gibraltar đến Malta từ ngày 8 đến ngày 18 tháng 7, được sửa chữa tại Malta trước khi có chuyến quay trở về từ ngày 31 tháng 7 đến ngày 10 tháng 5. Nó lại có một chuyến tiếp liệu khác từ Gibraltar đến Malta từ ngày 26 tháng 9 đến ngày 3 tháng 10, rồi tiếp tục đi sang Beirut từ ngày 5 đến ngày 13 tháng 10. Trong các chuyến đi này, để có chỗ cho hàng tiếp liệu, bao gồm xăng máy bay và đạn dược, chiếc tàu ngầm phải tháo dỡ bớt các dàn ắc-quy và không mang theo ngư lôi nạp lại. 
Chuyến đi tiếp liệu tiếp theo đến Malta xuất phát từ Beirut vào ngày 26 tháng 10 và đi đến Malta ngày 2 tháng 11. Đang khi tuần tra về phía Đông Nam Sicilia, nó tấn công chiếc tàu buôn Ý Sivigliano 1.270 GRT vào ngày 13 tháng 11, rồi tấn công chiếc tàu chở dầu Ý Labor 510 GRT và tàu buôn Đức Menes 5.609 GRT vào ngày 16 tháng 11, nhưng không đánh chìm được mục tiêu nào.

### 1943
Parthian được sửa chữa tại Port Said, Ai Cập trong tháng 2 và tháng 3, 1943 trước khi tiếp tục hoạt động. Nó đã phá hủy thuyền buồm Hy Lạp Archangelos 120 GRT bằng hải pháo trong biển Aegean về phía Tây đảo Lesbos vào ngày 28 tháng 3, rồi sang ngày hôm sau lại đánh chìm thuyền buồm Hy Lạp Angela Mitylene 120 GRT ngoài khơi Mitylene, Hy Lạp. Trong chuyến tuần tra tiếp theo, chiếc tàu ngầm cho đổ bộ ba đặc vụ lên bờ biển phía Nam đảo Crete vào ngày 2 tháng 5, rồi sang ngày 4 tháng 5 đã đánh chìm các thuyền buồm Ý Despina II và Spina Secundo ngoài khơi đảo Kos.
Đến ngày hôm sau 5 tháng 5, Parthian đối đầu bằng hải pháo với tàu rải mìn Đức Drache (1.870 tấn) ở vị trí 7 nmi (13 km) về phía Đông Bắc eo biển Doro, Karystos; đối phương chống trả bằng hỏa lực pháo các cỡ, tìm cách húc chiếc tàu ngầm và thả 102 quả mìn sâu tấn công, khiến Parthian bị hư hại kính tiềm vọng. Vào ngày 7 tháng 5, nó đã đánh chìm thuyền buồm Ý Barbara ở vị trí 10 nmi (19 km) về phía Bắc mũi Stavros, Naxos, Hy Lạp. Sang ngày 25 tháng 6, nó phóng ngư lôi tấn công tàu buôn Đức Gerda Toft 1.960 GRT trong biển Aegean ngoài khơi mũi Midia, một quả ngư lôi trúng đích nhưng không kích nổ.
Parthian rời Malta vào ngày 22 tháng 7 cho một chuyến tuần tra tại khu vực phía Nam biển Adriatic. Nó được lệnh chuyển hướng đến khu vực tuần tra ngoài khơi Otranto vào ngày 26 tháng 7, rồi lại chuyển hướng hai ngày sau đó đến khu vực giữa các vĩ độ 40°B và 41°30’B. Đến ngày 6 tháng 8, Parthian được lệnh rời khu vực tuần tra, nhưng đã không hồi đáp mệnh lệnh này; chiếc tàu ngầm đã không quay trở về Beirut vào ngày 11 tháng 8 theo dự định. Parthian được xem là mất tích với tổn thất bốn sĩ quan và 61 thủy thủ trên tàu; nhiều khả năng nó đã đắm do trúng thủy lôi gần Brindisi.